# حظر الشريعة الإسلامية
حظر الشريعة الإسلامية مصطلح يشير إلى حظر اعتماد الشريعة الإسلامية مصدرًا للقانون. في الولايات المتحدة، قامت ولايات مختلفة «بحظر الشريعة»، أو أصدرت نوعًا من إجراءات الاقتراع التي «تحظر على محاكم الدولة النظر في القانون الأجنبي أو الدولي أو الديني». اعتبارًا من عام 2014 ، وشمل ولايات ألاباما وأريزونا وكانساس ولويزيانا ونورث كارولينا وساوث داكوتا وتينيسي. في كندا، يحظر قانون الشريعة صراحةً في كيبيك، وقد أيدته الجمعية الوطنية بالإجماع ضده في عام 2005، بينما تسمح مقاطعة أونتاريو بالتحكيم في نزاعات قانون الأسرة فقط بموجب قانون أونتاريو.

## الولايات المتحدة
في نوفمبر 2010، وافق المقترعون في ولاية أوكلاهوما على إجراء استفتاء على تعديل دستور الولاية بشأن حظر رجوع محاكم الولاية إلى الشريعة الإسلامية. وجاءت نتيجة الاستفتاء موافقة المقترعين بالإجماع، ثم تجدد ليضم جميع القوانين الأجنبية أو الدينية. وقام قاضي فيدرالي في نوفمبر 2010 بوقف الحظر من خلال الحكم بعدم دستورية القانون ومنع الولاية من العمل به. وأكدت محكمة الاستئناف للدائرة العاشرة الحكم والأمر القضائي في 10 يناير 2012.
درست أكثر من أربعة وعشرين ولاية أمريكية اتخاذ إجراءات تهدف إلى منع القضاة من الرجوع إلى الشريعة الإسلامية. وحسبما ذكر ديفيد يورشمالي، أحد كبار المدافعين عن مثل هذه التشريعات في الولايات المتحدة، فإن الغرض من الحركة المناهضة للشريعة الإسلامية ليس التشريع الخاص بحظر الرجوع إلى الشريعة الإسلامية في المحاكم فقط، ولكن الهدف لفت الانتباه إلى الشريعة بشكل عام.
قام بعض أعضاء الحزب الجمهوري في الكونغرس الأمريكي بتأييد مذكرة جديدة، استنادًا إلى تقرير مركز السياسة الأمنية (CSP)، الشريعة: الخطر الذي يهدد أمريكا (Shariah: The Threat to America)، في مؤتمر صحفي عقد في مبنى البرلمان الأمريكي.
خلال المؤتمرات التمهيدية للحملة الرئاسية 2012 التي كان نيوت جينجريتش مرشحًا بها، وصف نيوت الشريعة الإسلامية بأنها تشكل «تهديدًا هائلاً» ودعا إلى حظرها على مستوى أمريكا.
في يونيو 2009، رفض قاضي محكمة الأسرة في مقاطعة هادسون بولاية نيوجيرسي أمر اعتقال لصالح امرأة شهدت بأن زوجها، المسلم، أجبرها على ممارسة الجنس معه رغمًا عنها. وصرّح القاضي جوزيف تشارلز جونيور بأنه لم يصدق أن الرجل «كانت لديه نية إجرامية أو رغبة في الاعتداء الجنسي» على زوجته لأنه كان يتصرف بطريقة «تتفق مع ممارساته الدينية». وقامت محكمة استئناف في الولاية بعكس الحكم. واستشهد مؤيدو الحظر في الولايات المتحدة بهذه القضية كمثال على الحاجة إلى الحظر.
صدر حكم قضائي في يناير 2012 بأنه من غير الدستوري حظر الشريعة الإسلامية بعدما طعن أحد المسؤولين في مجلس العلاقات الأمريكية الإسلامية على الحكم. وارتأت المحكمة أن الحظر يمكن أن يسيء إلى المسلمين. وكان مثال الشهادة والوصية باللجوء إلى أحكام الشريعة مثالاً على ذلك.

## أوروبا الغربية

### المملكة المتحدة
في المملكة المتحدة، أصبحت الشريعة أيضًا قضية سياسية. تسعى حملة «قانون واحد للجميع» إلى حظر المجالس الشرعية وتؤكد أن هذا هو «السبيل الوحيد لإنهاء التمييز الذي تعاني منه المرأة المسلمة». في عام 2015، دعت وزيرة الداخلية في حزب المحافظين تيريزا ماي إلى إجراء تحقيق في تطبيق الشريعة الإسلامية في إنجلترا وويلز إذا فاز المحافظون في الانتخابات العامة. بعد ذلك بيوم، قال رئيس بلدية لندن، بوريس جونسون، لمحاور إذاعية إنه يعارض «نظام الشريعة الذي يعمل بالتوازي مع العدالة في المملكة المتحدة».

## الدول ذات الأغلبية المسلمة
- جميع الدول ذات الغالبية المسلمة تعتمد على التشريع (عن طريق البرلمان) ولا تعتمد الشريعة الإسلامية مصدًرا أساسيًا للقانون.
- في تركيا دولة ذات أغلبية مسلمة، فمنذ سنوات تولي كمال أتاتورك حكم البلاد، تم حظر الشريعة الإسلامية.[18]
- في تونس كانت بعض قوانين الشريعة الإسلامية محظورة قبل الثورة التونسية في 2011.[19]